# ’Mamohato
’Mamohato Bereng Seeiso (* 1941; † 2003; geboren als Tabitha ’Masentle Lerotholi Mojela) war Mitglied der Königsfamilie Lesothos. Sie war dreimal Regentin von Lesotho.

## Leben
Tabitha ’Masentle Lerotholi Mojela heiratete 1962 den zwei Jahre zuvor gekrönten König Moshoeshoe II. und nahm den Namen ’Mamohato Bereng Seeiso an. Moshoeshoe II. wurde 1966 Staatsoberhaupt des unabhängig gewordenen Lesotho. Am 10. Februar 1970 wurde er durch Premierminister Leabua Jonathan gestürzt. Im Anschluss fungierte Jonathan auch als Staatsoberhaupt. ’Mamohato wurde erstmals am 5. Juni 1970 für ihren anstelle ihres Mannes zum König gekrönten, aber erst siebenjährigen Sohn David Mohato Bereng Seeiso Regentin von Lesotho. Das Amt der Regentin bekleidete sie bis zur erneuten Thronübernahme durch Moshoeshoe II. am 20. November 1970.
Nachdem König Moshoeshoe II. am 6. November 1990 erneut gestürzt worden war, übernahm sie abermals die Regentschaft, ehe ihr Sohn Letsie III. am 12. November 1990 König wurde. Nach einer weiteren Herrschaft ihres Ehemannes Moshoeshoe II. wurde sie nach dessen Tod bei einem Verkehrsunfall am 15. Januar 1996 zum dritten Mal Regentin und übergab dann die Herrscherwürde erneut an ihren Sohn Letsie. In der Folgezeit blieb sie bis zu ihrem Tod als Königinmutter (Sesotho: mofumahali) de facto stellvertretendes Staatsoberhaupt und zugleich enge Beraterin ihres Sohnes.
Neben dem heutigen König Letsie III. (* 1963) hatte sie den Sohn Seeiso Bereng Seeiso (* 1966) und die Tochter Constance Christina ’Maseeiso (1969–1994).